# Ловки ръце
„Ловки ръце“ (на английски: Shade) е американски нео-ноар криминален трилър от 2003 г. на режисьора Деймиън Ниман по негов сценарий, участват Стюарт Таунсенд, Гейбриъл Бърн, Тандиуей Нютън, Джейми Фокс, Мелани Грифит и Силвестър Сталоун. Филмът е продуциран от RKO Pictures.

## Актьорски състав
| Изпълнител        | Роля                  |
| ----------------- | --------------------- |
| Стюарт Таунсенд   | Върнън                |
| Гейбриъл Бърн     | Чарли Милър           |
| Тандиуей Нютън    | Тифани                |
| Джейми Фокс       | Лари Дженингс         |
| Мелани Грифит     | Ева                   |
| Силвестър Сталоун | Дийн Стивънс – Дякона |